# Marienkirchstraße 31 (Mönchengladbach)

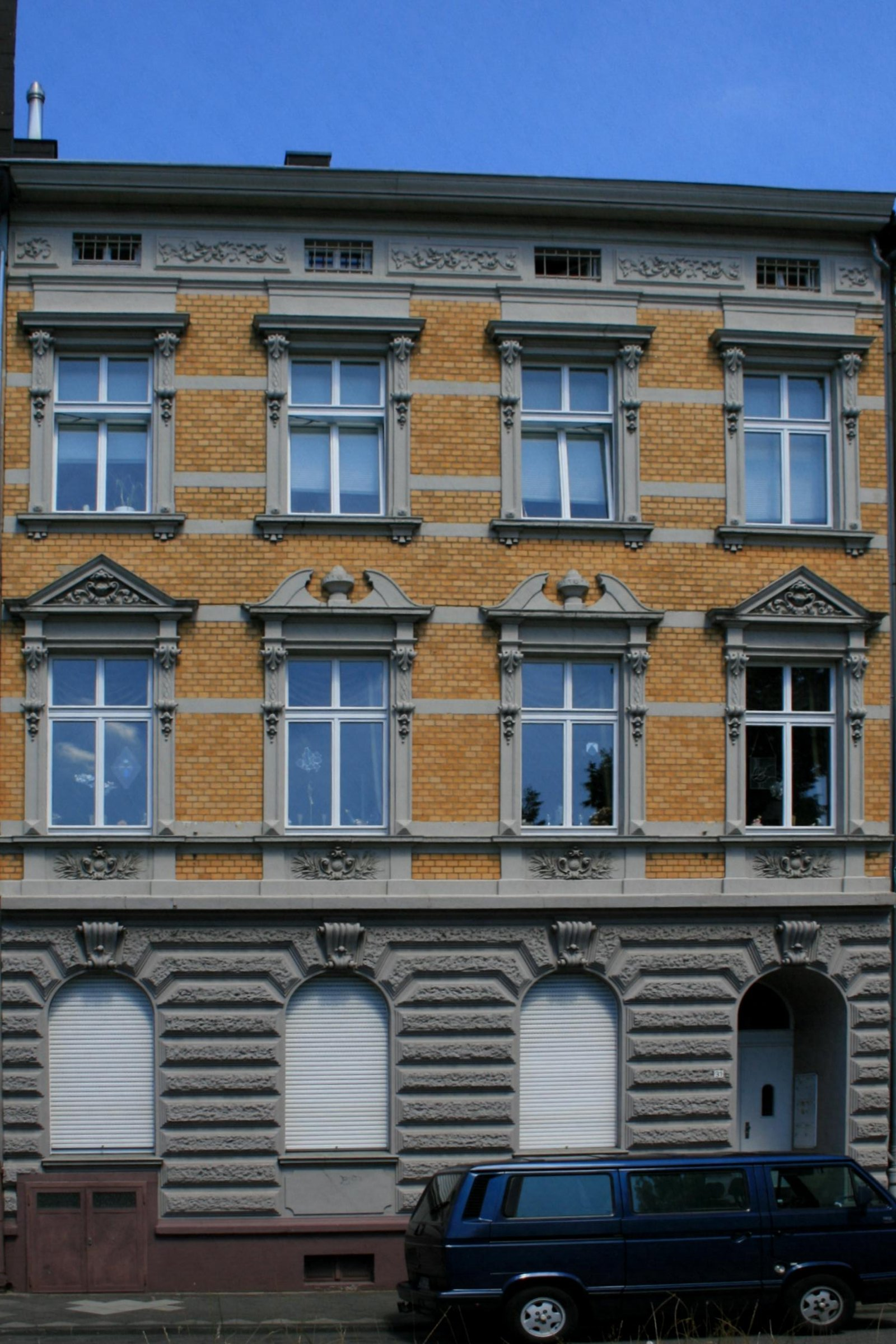
Wohnhaus (2010)

Das Wohnhaus Marienkirchstraße 31 steht im Stadtteil Eicken in Mönchengladbach (Nordrhein-Westfalen).
Das Gebäude wurde 1898 erbaut. Es wurde unter Nr. M 033 am 26. Januar 1989 in die Denkmalliste der Stadt Mönchengladbach eingetragen.

## Architektur
Die Wohnhaus bildet mit dem Nachbarhaus Nr. 31a ein Doppelhaus. Weiterhin bildet es mit den Häusern Nr. 39–53 (ungerade Nummern) und dem Eckhaus Alsstraße 9 ein Historismusensemble, das lediglich durch den Neubau Nr. 37 unterbrochen wird. Bei dem Objekt handelt es sich um ein dreieinhalbgeschossiges Traufenhaus von vier Achsen mit einem Satteldach. Das Haus wurde um 1898 in Backstein gebaut.